# 에이미 잭슨
에이미 잭슨(Amy Jackson, 1992년 1월 31일 ~ )은 잉글랜드의 모델, 배우이다. 2009년 미스 틴 월드, 2010년 미스 리버풀 우승자이다.